# Cristina Sánchez

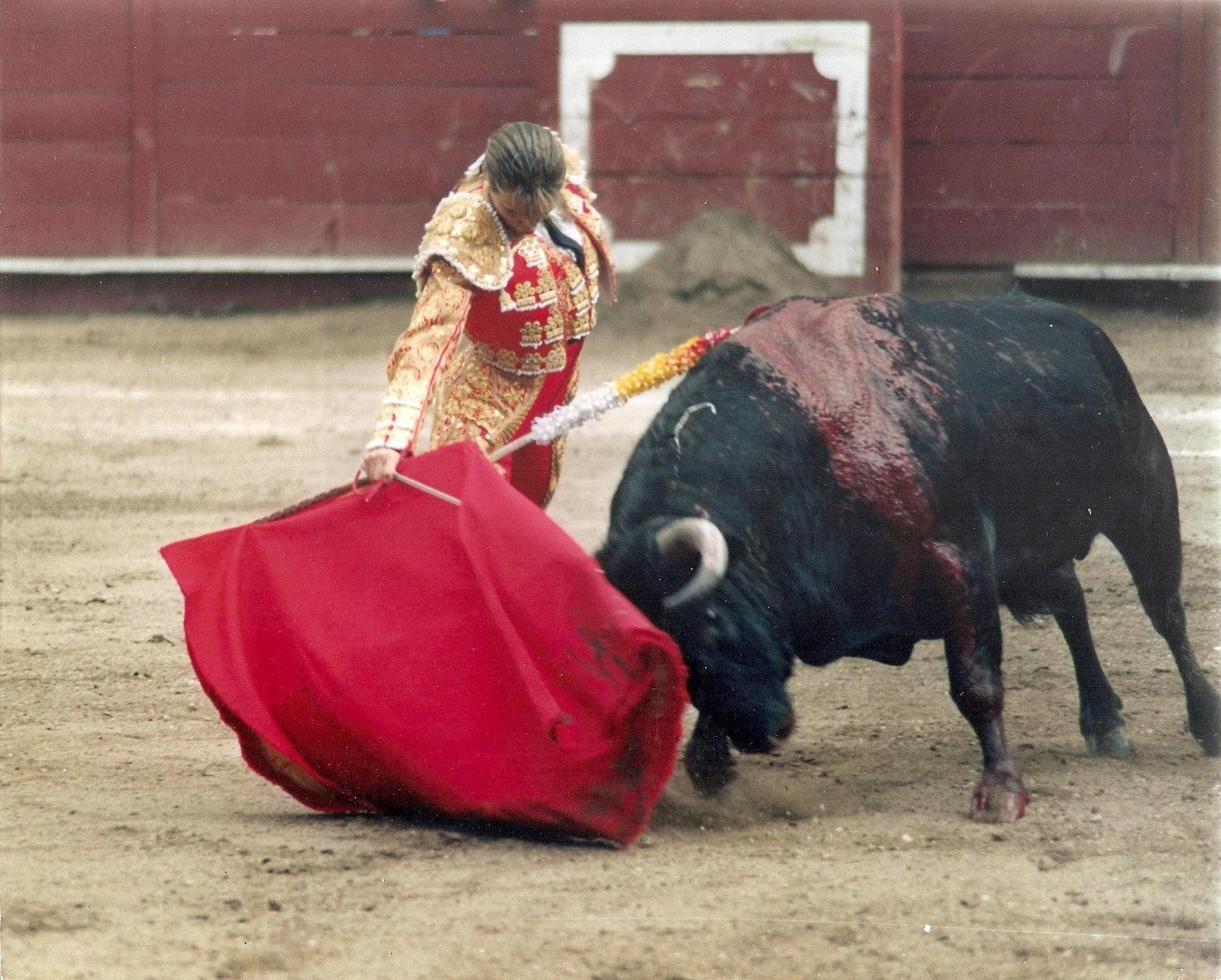
Cristina Sánchez

Cristina Sánchez de Pablos (Villaverde, Madrid, 20 februari 1972) is een Spaans voormalig torera. Ze heeft zich sinds 12 oktober (de Spaanse nationale feestdag) 1999 teruggetrokken uit het stierenvechten. Op 21 mei 2006 maakte ze nog eenmaal haar opwachting in de arena van Torremolinos.

## Biografie
Cristina was als enige vrouwelijke torero (torera) een opvallende verschijning in deze door mannen gedomineerde wereld die het midden houdt tussen sport, kunst en (volgens de tegenstanders) barbaarsheid. Ze werd geboren in Villaverde, een dorpje bij de Spaanse hoofdstad Madrid. Haar debuut in Las Ventas, de plaza de toros van Madrid, beleefde ze op 8 juli 1995.
Ze werd officieel gewijd tot torera in de Franse stad Nîmes op 23 mei 1996 onder leiding van Curro Romero.
Datzelfde jaar, op 6 oktober leverde ze samen met El Cordobés een gevecht in de Real Maestranza van Sevilla.
In de opeenvolgende jaren voerde ze verschillende gevechten, tot ze in 1999 aankondigde te stoppen met stierenvechten.
In 2000 trouwde ze met de Portugese banderillero Alejandro da Silva.